# Barreteria Obach
La Barreteria Obach és un establiment situat al carrer del Call, 2, cantonada amb el dels Banys Nous de Barcelona, catalogat com a de gran interès (categoria E1).

## Història
Va ser fundat per Ramon Obach l'any 1924. Un dels clients més notables que ha tingut la barreteria ha estat el transformista Leopoldo Fregoli.

## Descripció
Té una estructura de fusta i vidre aplacada que n'ocupa tot l'espai i ressegueix la cantonada. Està muntada sobre un sòcol aplacat de marbre fosc. Té diversos aparadors amb emmarcaments de fusta i dues portes d'accés que formen un petit vestíbul amb aparadors de mirall corb. A nivell del forjat, es desenvolupa un calaix continu que acaba i unifica tot el conjunt d'aparadors; en un emmarcament amb motllures simples, hi ha el rètol amb el nom de l'establiment tot amb caràcters esgrafiats sobre un vidre fosc.
A l'interior es conserva un taulell de roure americà sobre unes potes de ferro forjat, les caixes de fusta per als barrets, el taulell, els armaris i els prestatges.